# スター・ウォーズ ギャラクティック・バトルグラウンド
『スター・ウォーズ ギャラクティック・バトルグラウンド』（Star Wars: Galactic Battlegrounds、以下SWGB）は映画『スター・ウォーズシリーズ』を題材として、ルーカス・アーツが開発・発売したリアルタイムストラテジーゲーム。ディレクターはルーカス・アーツのGarry M. Gaber。Windows用日本語版はエレクトロニック・アーツ・スクウェアより2002年1月17日に発売。Mac用はWestlake Interactiveが移植、Aspyr Mediaが発売した。
日本語版ではメニューの日本語化、メイン画面内に出る音声字幕の翻訳の他、銀河標準語・なまりの強いグンガン族の言葉などが日本語に吹き替えられているものの、ウーキー族のシャイリウック語やイウォーク族のEwokese語、ジャバ族のHuttese語などは吹き替えられていない。
また、エピソードIIの公開に先立ち、2つの勢力と14のミッションが追加された拡張キット、『クローン戦役』（Clone Campaigns、以下SWGB CC）がWindows用日本語版として発売。本体と拡張キットを同梱した製品（英語版SWGB SAGAは49.95ドルで、日本語版では SWGB CC RV）も発売された。同梱製品は後に、BEST SELECTIONSとして2004年12月16日に再発売された。
2010年に全ての製品の製造が終了している。

## 概要
プレイヤーは銀河帝国、反乱同盟軍、ウーキー族、グンガン族、ロイヤル・ナブー、通商連合（拡張キットではさらに独立星系連合、銀河共和国）の勢力のうち1つを選び、マップ上の他勢力と争う。ゲームエンジンには、数々の賞を受賞した『エイジ オブ エンパイアII』と同じジーニー・エンジンを使用しているため、画面・操作感・ゲームシステムなどがよく似ている。『エイジ オブ エンパイア』との主な違いに、攻撃を軽減するシールドや、強力な航空戦力の存在があげられる。
- シングル・プレイでは、メニュー画面に表示されるキャンペーンから一つを選びゲームを始める。ゲーム中は、何かを発見したり目的を達成したりするとセリフが表示され、さらにゲームの前後にミッションの背景が解説されるため、各キャンペーンに流れるストーリーを知ることができる。ゲームの勝利条件となる目的には他勢力の全滅の他、主人公の脱出、モニュメントの建設など、様々な種類がある。各キャンペーンは7個のミッション（キャンペーン5は8個）に分かれ、いくつかはボーナス・ミッションとして用意されており、キャンペーンの見所となっている。
- シナリオエディターでは、ゲームに登場する全てのユニット・地形を好きなように配置し、セリフを与えることができる。また、シングル・プレイのキャンペーンには登場しないキャラクター・ユニットも用意されている。
- オンラインプレイには、Windows版はMSN Gaming Zoneなどが、Mac版はGameRangerが対応していた。現在はゲームスパイ・アーケードのユーザーがオンラインプレイを維持しているようである。

また"帝国の襲撃"、"ジェダイの騎士の物語/フォースを学べ"、”デス・スター/ストームトルーパー”、"タトゥイーンへの帰還"など、映画に使われた曲の中でも緊迫感のある楽曲をアレンジし、BGMに使用している。

## ゲーム・システム
画面の上半分はメイン画面となる、ユニット・建物・地形を表示する画面で、キャラクターのセリフなども表示される。画面の下半分は3つに分かれ、右から、ゲーム全体を把握するためのミニマップ枠、ユニット・建物の状態表示枠、ユニットへのコマンド表示枠となっている。プレイヤーの扱うユニットを大まかに分類すると、資源を生産・採集する労働者、ユニットの生産・技術研究をする建物、戦闘を担う軍事ユニットの3種類に分かれる。ゲームは上記ユニットを効率よく働かせることで、技術レベルを高め（最大4まで）、強い軍隊を作り、目的を達成する。また、登場する文明は長所短所が強調され（グンガン族は海軍ユニットが強いなど）、他の勢力には無い固有のユニットや技術研究が用意されている。

## 登場する文明
CAMPAIGN 1 アティッチトゥカック - ウーキー族（vs. 通商連合）
クワイ＝ガン・ジンと共にゲームを進めるチュートリアルキャンペーン。チューバッカは未開の地、アラリス・プライムで開拓を始めるが、危険な生物に襲われる。軍隊を組織して立ち向かうものの、次は通商連合がアラリス・プライムで徐々に活動を活発化させていき、ついには要塞を建設する。チューバッカ、その父アティッチトゥカックらウーキー族のために、クワイ＝ガン・ジンが立ち上がる。

—アラリス・プライムは森林と温暖な海をもつ月。ウーキー族が入植。ウーキーの毛皮目的にトランドーシャンがやってくることもあった。平和が訪れた後は繁栄し、ウーキーの優れた技術はここで秘密兵器を生み出す。
CAMPAIGN 2 OOM-9とナブーの征服 - 通商連合（vs. ロイヤル・ナブー、グンガン族）
秘かにナブーに降り立ったドロイド軍だが、ドロイド・コントロール・プログラムを奪われ窮地に。司令官のバトル・ドロイド・OOM-9の操るAAT(Armored Assault Tank)に守られた技師がプログラムを再起動。復活したドロイド軍はナブーの首都シードを制圧し、宮殿の前にモニュメントを建設した。ダース・モールの助けを借りてグンガン族のオータ・グンガも発見し攻略。ナブーを制圧する。: BONUS MISSION 「草原の戦い」
CAMPAIGN 3 ボス・ナスとナブーの独立戦争 - グンガン族、ロイヤル・ナブー（vs. 通商連合）
ボス・ナスの祖先、オータ・サンクチュアのボス・ギャロは、部族間に争いがおこる様ボス・ロゴーがしむけていることを知り、戦うことを決意する。強大な軍事力に対抗するため各部族が結集。最初の"偉大なる軍隊"が要塞都市"スピアヘッド"に戦いを挑む。3000の歳月が流れ、通商連合にオータ・グンガを壊滅されたボス・ナス。聖なる場所でアミダラ女王と共に戦う決意をし、ナブーの解放に向けて"偉大なる軍隊"を組織する。: BONUS MISSION 「シードの戦い」
CAMPAIGN 4 ダース・ベイダーの反乱軍狩り - 銀河帝国（vs. 反乱同盟軍）
ヤヴィンでの敗北後、ベイダーはすぐにヤヴィン4の反乱軍基地を強襲、ドドンナ将軍を捕える。ドドンナ将軍から情報を引き出した暗黒卿は、惑星レイサで反乱軍の食料基地を奪還する。レイサでザローリスの反乱活動が活発との報告を受けたベイダーは捕われていたヴィアーズ大佐を救出。暗黒卿によって救出された彼は、試作機だったAT-ATブリザード1を最終調整し、惑星ホスへと挑む。
BONUS MISSION 「クラウド・シティー攻撃」「エンドアの戦い」
CAMPAIGN 5  レイアと新共和国 - 反乱同盟軍（vs. 銀河帝国）
レイアは、ボサン人のスパイ、ウトリック・サンドフと出会うためクラントへ向かうが船が不時着してしまう。隠遁していたジェダイ・マスター、エチュウ・シェン＝ジョンの助けを借り、なんとかウトリック・サンドフと出会うものの、ウトリックからジェダイの遺産ヴォル・ナ・チュを帝国が盗んだと知らされる。惑星ゲッデスでヴォル・ナ・チュを奪い返したものの、輸送船の前に立ちはだかったのはダース・ベイダーだった。レイアを逃がすため、死を覚悟するジェダイ・マスター。7年後、砕かれてしまったヴォル・ナ・チュがハヌーンにあることを知らされるレイアとルーク。決死の覚悟で奪い返したが、帝国軍の支配に苦しむハヌーン市民のため、再び戦火の中に突入する。
BONUS MISSION 「ホス」「エンドアの戦い」、CHALLENGE MISSION 「シルケン小惑星帯」
CAMPAIGN 6 チューバッカとキャッシークの解放 - ウーキー族（vs. 銀河帝国）
ハン・ソロとチューバッカは、荒れ果てたキャッシークで帝国軍が活動していることを知る。合流したウィーバッカとガバメント・ツリーを建設し、新共和国に助けを求めるが、帝国軍により通信が妨害されてしまう。通信妨害装置がオキクチにあるというウィーバッカの案内でソロとチューバッカはオキクチに向かうが、裏切られオキクチから脱出するはめに。その後、ショーランの手を借りて通信妨害装置を破壊し、トランドーシャンらに捕われたウーキーたちを解放する。そして到着したルーク、ランド、ローグ中隊と共に帝国のメイン・リアクターを目指す。
BONUS MISSION 「ケッセルの解放」

### 拡張キット
拡張キットに追加されたキャンペーンでは、主にクローン大戦の最初の段階の話が語られる。中心人物のセヴランス・タンとエチュウ・シェン＝ジョンは映画には登場しないものの、パダワンの暴走と死、タスケン・レイダーの惨殺、強い女性シスの登場、終盤に登場する火山性の惑星、シスへの憎しみとジェダイとしての苦悩など、後の「エピソードII」アニメ「クローン大戦」「エピソードIII」の出来事がいくつかある。
CAMPAIGN 1 セヴランス・タンと独立星系連合の戦闘行為 - ジオノーシス（vs. 銀河共和国）
ジオノーシスの戦いの際、ドゥークー伯爵の脱出を手助けしたことで信頼を得たセヴランス・タンは、タトゥイーンで共和国の秘密兵器”デシメーター”の情報を得る。エリディーン・プライム、続いてアラリス・プライムの攻略によってデシメーターを手に入れた連合は、共和国の資源の8割を供給するサラピンを目標にする。攻略に格好の場所を得た連合は、新たなデシメーター施設を惑星クラントに計画した。

—エリディーン・プライムはエルデン星系の第四惑星。氷雪に覆われ目立たないため、共和国が秘密基地を設置した。
—サラピンは豊富な資源を持つコア・ワールド内の惑星。共和国と銀河帝国はここをエネルギー基地とした。溶岩流のある灼熱の気候は過酷だが、この星にだけ住むヴァーパッドという生物が登場する（ライトセーバー参照）。
CAMPAIGN 2 エチュウ・シェン＝ジョンと銀河共和国の戦い - 銀河共和国（vs. 独立星系連合）
ジオノーシスの戦いでセヴランス・タンにパダワンを殺されたエチュウ・シェン＝ジョンは落胆していた。数週間後、占領されたサラピンを新たなパダワン（殺されたパダワンの妹）と共に奪還。セヴランス・タンを追跡するエチュウは惑星クラントに追いつめるが、逆にパダワンをさらわれる。ジェダイ評議会に逆って救出に向かうが、彼の中にはダーク・サイドが渦巻いていた。
BONUS MISSION 「コルサントの獲得」

—クラントは森林に覆われ多くの生物が住む風光明媚な惑星。ボサン人の宇宙域にあり、銀河内乱の間、ボサン人スパイと反乱軍との接触に使われた。

## 登場ユニット

### 歩兵ユニット
トルーパー
ストームトルーパー、B1バトルドロイドなどを代表する一般的な歩兵ユニット。HP、攻撃力共に低いが低コスト、短時間で生産できるので数を揃えやすい。何かに特化している訳ではないが同じく数を揃えられる対歩兵に向いている。強化4段階目のリピータートルーパーになると連射式ブラスターを装備するため、攻撃速度が早くなる。
騎乗兵
動物に騎乗した接近戦型の歩兵ユニット。移動速度が素早くメックや重兵器に対して有効。HPは低いため、トルーパーやストライクメックには不向き。
対空トルーパー
その名の通り対空攻撃に特化した歩兵ユニット。低コスト、移動可能な対空手段として序盤に重宝する。HP、攻撃力は低め。
グレネードトルーパー
対メック、重兵器に特化した歩兵ユニット。迫撃砲を装備しており放物線状にグレネードを飛ばして攻撃する。着弾時に爆発するため周りにもダメージを与えられるが味方にも当たる。

### メックユニット
スカウト
スピーダーバイクなどの偵察に特化したメックユニット。移動速度が速く偵察に向いている。ブラスターは装備しているが攻撃力はほぼないため、戦闘には全く向いていない。
ストライクメック
対歩兵に特化したメックユニット。トルーパーなどの歩兵ユニットに大きなダメージを与えることができ移動速度も速め。
メックデストロイヤー
AT-ST、AATなどの中型メック。その名の通り対メックに特化しており大きなダメージを与えることができる。反面歩兵ユニットには全くと言っていいほどダメージを与えられないので歩兵向けユニットとの併用が必要。
アサルトメック
AT-AT、AT-TEなどを代表する大型メック。移動速度は遅いが高いHP、攻撃力を持っている。攻撃は着弾時に爆発するため周りにもダメージを与えられる。特に歩兵に対して有効だがその高い攻撃力から他のユニットや建築物に対しても大きいダメージを与えられる。欠点は高コストであることと移動速度が遅いので懐に飛び込まれると反撃がほぼできなくなる点。帝国軍のAT-ATのみ研究で空中目標も攻撃可能になる。

### 重兵器
パンメル
対建造物向けの接近戦ユニット。破城槌のようなユニットで密着した対象に大きなダメージを与えられる。移動速度はかなり遅いが射撃に対しての防御力が非常に高く砲塔や要塞の破壊に有効。反面、近接防御力は全くないので近接ユニットには非常に弱い。
長距離砲
投石器のような遠距離攻撃ユニット。爆発する砲弾を打ち出して攻撃する。着弾まで時間がかかるため、ユニットのような動く目標に対しては不向き。またパンメルほどではないが移動速度が遅く、防御力も高くない。
対空車両
対空兵器搭載のメックユニット。コストは増えるが対空トルーパーの上位互換と言える性能を持っているので中盤以降の移動対空手段として有効。

### 航空ユニット
ファイター
対地、対空に攻撃可能な航空ユニット。攻撃力は特別高くないが対空手段を持たないユニットに対しては一方的に攻撃できる。HPは低いため、対空攻撃に対しては脆弱。一部勢力は強化することでシールドが付く。
ボマー
対地攻撃向けの航空ユニット。建造物に対して特に有効。対空攻撃手段はない。
トランスポート
輸送専用の航空ユニット。武装はないがユニットを5体まで搭載可能で移動速度の遅いユニットを素早く運ぶのに役立つ。搭載中に撃墜されると中にいたユニットも消滅する。

### 要塞ユニット
賞金稼ぎ
ジェダイ・シスに対して有効な歩兵タイプユニット。
キャノン
強力な砲撃能力をもつ対建造物ユニット。長距離砲を強化したようなユニットで強力な攻撃力と長い射程をもち要塞や砲塔の射程外から攻撃できる。攻撃をする際は砲塔を展開する必要があり展開中は移動できない。
エアクルーザー
広範囲を攻撃可能な砲弾を発射する航空ユニット。高コスト、移動速度が遅い、攻撃間隔が長いと欠点もあるが高い攻撃力と広い攻撃範囲を持った攻撃が可能でユニット、建造物両方に対して有効。カーボンとして採取可能な木や岩を破壊できるので道を開くという使い方もできる。航空ユニットにも攻撃できるが対空に使った場合、攻撃範囲は広がらないので非効率。ユニットの中で唯一人口コストを2消費する。
ダークトルーパー
帝国軍で生産可能な特殊ユニット。使い勝手はストライクメックに近く対歩兵に特化した歩兵ユニット。トルーパーに比べて耐久値が高く移動速度も速い。
エアスピーダー
反乱同盟軍で生産可能な特殊ユニット。対メックに特化した航空ユニットで空飛ぶメックデストロイヤーのような存在。
デストロイヤードロイド
通商連合で生産可能な特殊ユニット。歩兵に強いがメックに対しても強い。アップグレードすることでシールドも付く。
ジェダイスターファイター
共和国で生産可能な特殊ユニット。ステルス機能を持った航空ユニットで探知機能のない相手に奇襲ができる。
ジオノージアン
独立星系連合で生産可能な航空タイプのユニット。対歩兵に強い。
ファンバ・シールドジェネレーター
グンガンで生産可能な特殊ユニット。移動可能なシールドジェネレーターとして使える。
バーサーカー
ウーキーで生産可能な接近戦ユニット。騎乗兵より攻撃力、移動速度が高く接近戦に弱いユニットに対しては非常に強力。
ロイヤルクルセイダー
ナブーで生産可能な接近戦ユニット。騎乗兵に比べてHPが多くアップグレードすることでシールドも付く。

### その他のユニット
ジェダイ・シス
ジェダイ寺院、シス寺院で生産可能な接近戦型ユニット。反乱軍ならジェダイ、帝国軍ならシスと勢力ごとに利用できるタイプが異なる。高いHPに攻撃力、自然治癒能力に加え敵ユニットを味方にする転向が使える。ホロクロンを回収できる唯一のユニットであり寺院に収めることで資源のノヴァクリスタルが時間経過で手に入る。
労働者
司令センターで生産可能な資源の採取、建物の建造、建物・兵器の修理などを行える基本のユニット。
医療兵
司令センターで生産可能なユニット。トルーパーなどの歩兵系ユニットの近くに置くことで自動で回復してくれる。

### 隠しユニット
イウォーク
チートコードを入力することで登場する特殊ユニット。歩兵タイプのユニットで地上・空中両方を攻撃可能なブラスターを持つ。要塞もすぐ破壊できるほど威力が非常に高い上、連射速度も速い。移動速度もスカウト並みに早くHPも高めでさらにシールド持ちと非常に強力。
デス・スター
チートコードを入力することで登場する特殊ユニット。使い勝手はエアクルーザーのような感じだが全てのステータスがMAXでHP、シールド共に9999と破壊はまず不可能。砲撃の攻撃範囲は空中を含む画面全体になるほど広く、その威力からすべてのユニット、建物を一撃で破壊可能。

## 声の出演
- ルーク・スカイウォーカー：ボブ・バーゲン / 飛田展男
- ハン・ソロ：デヴィッド・エッシュ / 大塚明夫
- レイア・オーガナ：リサ・フュージョン / 高橋理恵子
- ダース・ベイダー：スコット・ローレンス / 大友龍三郎
- C-3PO：トム・ケイン / 掛川裕彦
- ランド・カルリジアン：オバ・ババチュンド / 石井康嗣
- パルパティーン：ニック・ジェイムソン / 石井隆夫、長克巳
- オビ＝ワン・ケノービ：ルイス・マックロード / 森川智之
- アナキン・スカイウォーカー：ジェイク・ロイド、マット・レビン / 矢島晶子、櫻井孝宏
- クワイ＝ガン・ジン：ジェームズ・ワーウィック / 土師孝也
- メイス・ウィンドゥ：TC・カーソン / 玄田哲章
- パドメ・アミダラ：グレイ・デライル / 小島幸子
- ドゥークー伯爵：コーリー・バートン / 麦人
- ボス・ナス：ケビン・マイケル・リチャードソン / 郷里大輔
- ジャー・ジャー・ビンクス：アーメド・ベスト / 緒方文興
- ダッシュ・レンダー：ジョン・ケイガン / 宗矢樹頼
- セヴランス・タン：テジア・ヴァレンサ / 山像かおり
- エチュウ・シェン＝ジョン：ロジャー・ジャクソン / 長克巳
- ダース・モール：ジェス・ハーネル / 石井康嗣

## その他
- エレクトロニック・アーツ・スクウェアは発売を記念して、応募者の中から抽選で665名に商品をプレゼントした(特賞はダース・ベイダーがプリントされたフェルナンデスのギター)。
- 体験版 - 公式サイトからダウンロードできるシナリオ「急襲、ヤビン4」(Incursion on Yavin IV)では、ストームトルーパーを率いるダース・ベイダーが、反乱同盟軍の部隊や建物を破壊しながらマップ内を探索し、マサッシ大寺院に隠れているドドンナ将軍を捕らえるまでが体験できる。
- コンテスト入賞作品 - アメリカで開催されたシナリオコンテストの入賞作品のうち、次の4作品がダウンロード可能。

1. 「イウォーク・アドベンチャー」
2. 「ベスピンからの脱出」
3. 「ハーコブズ・ディフェクション」
4. 「ホスからの脱出」

- 裏コマンドの存在 - チャットによって、デス・スターやスター・デストロイヤーを登場させたりできる（クローン戦役のみ）。また裏コマンドではないが、タンティブIVから脱出・不時着したばかりのR2-D2、C-3POが登場するミッションがあるなど、マップの隅に戦いと関係ないキャラクターがいる場合がある。

## 関連書籍
- （有）エスティフ 編『スター・ウォーズ ギャラクティック・バトルグラウンド 公式クルーブック』(株)ローカス〈ClueBookシリーズ〉、2002年3月5日。ISBN 978-4898143506。
- Steve L. Kent (2001-11-07) (英語). Star Wars Galactic Battlegrounds. Prima's Official Strategy Guide（ペーパー・バック）. Prima Games. ISBN 978-0761537502